# Targonie
Targonie es un pueblo de Polonia, en Mazovia.  Se encuentra en el distrito (Gmina) de Regimin, perteneciente al condado (Powiat) de Ciechanów. Se encuentra aproximadamente a 2 km al este de Regimin, 9 km al noroeste de Ciechanów, y a 85 km  al norte de Varsovia.
Entre 1975 y 1998 perteneció al voivodato de Ciechanów.